# Amarantine (album)
Amarantine là album phòng thu thứ sáu của ca sĩ kiêm sáng tác nhạc người Ireland Enya, phát hành ngày 21 tháng 11 năm 2005 bởi Warner Bros. Records và Reprise Records. Sau khi ra mắt box set tổng hợp Only Time: The Collection (2002), Enya quyết định nghỉ ngơi một thời gian ngắn trước khi bắt đầu thực hiện đĩa nhạc vào tháng 9 năm 2003. Được ra mắt sau 5 năm kể từ album phòng thu trước A Day Without Rain (2000), Amarantine được thu âm toàn bộ tại Ireland với những cộng sự lâu năm của nữ ca sĩ như nhà sản xuất Nicky Ryan và vợ ông, nhà viết lời Roma Ryan. Đĩa nhạc còn đánh dấu lần đầu tiên Enya không hát bằng tiếng Ireland trong một album, nhưng lại là lần đầu tiên cô thể hiện bằng tiếng Nhật và tiếng Loxian, một ngôn ngữ hư cấu do Ryan tạo ra. Amarantine là một sự tri ân đến nhà sản xuất Tony McAuley của BBC, người từng mời Enya sáng tác nhạc cho loạt phim tài liệu năm 1987 The Celts, sau đó được phát hành dưới dạng album đầu tay mang chính tên cô (1987); McAuley qua đời vào năm 2003.
Amarantine được nhìn nhận như một bản thu âm new-age, mặc dù Enya không coi âm nhạc của bản thân thuộc thể loại trên. Sau khi phát hành, album nhận được những phản ứng trái chiều từ các nhà phê bình âm nhạc, trong đó họ đánh giá cao việc kết hợp một số ngôn ngữ mới trong nội dung lời bài hát, nhưng cũng vấp phải một số chỉ trích cho rằng tác phẩm thiếu sự đột phá và cập nhật so với những album trước của nữ ca sĩ. Tuy nhiên, đĩa nhạc vẫn gặt hái những thành công đáng kể về mặt thương mại khi lọt vào top 10 tại nhiều quốc gia, bao gồm vươn đến top 5 ở hầu hết những thị trường nổi bật như Áo, Bỉ, Canada, Hà Lan, Pháp, Đức, Nhật Bản, Bồ Đào Nha, Thụy Điển và Thụy Sĩ. Amarantine ra mắt ở vị trí thứ tám trên bảng xếp hạng Billboard 200 và đạt hạng sáu ở tuần tiếp theo, trở thành album thứ ba của cô vươn đến top 10 tại Hoa Kỳ. Ngoài ra, đĩa nhạc còn thống trị bảng xếp hạng Billboard New Age Albums trong 38 tuần, trước khi được chứng nhận đĩa Bạch kim bởi Hiệp hội Công nghiệp Ghi âm Hoa Kỳ (RIAA).
Hai đĩa đơn đã được phát hành từ Amarantine. Bài hát chủ đề được chọn làm đĩa đơn mở đường và gặt hái những thành công tương đối, trong khi đĩa đơn còn lại "It's in the Rain" lọt vào top 10 tại Ý nhưng thất bại ở những quốc gia khác. Ngoài ra,  "Sumiregusa (Wild Violet)" cũng được phát hành dưới dạng đĩa đơn quảng bá tại Nhật Bản. Để quảng bá album, Enya xuất hiện và trình diễn trên nhiều chương trình truyền hình và lễ trao giải lớn, bao gồm The Early Show, Live! with Regis and Kelly, Loose Women, Top of the Pops và giải thưởng Âm nhạc Thế giới năm 2006. Tại giải Grammy lần thứ 49, đĩa nhạc nhận được hai đề cử và giúp nữ ca sĩ chiến thắng hạng mục Album new age xuất sắc nhất lần thứ tư, bên cạnh đề cử cho Trình diễn nhạc khí pop xuất sắc nhất đối với "Drifting". Một phiên bản Giáng sinh đặc biệt của Amarantine đã được phát hành nhân kỷ niệm một năm ra mắt album với bốn bản nhạc Giáng sinh, cũng như một phiên bản cao cấp kèm theo sách Water Shows the Hidden Heart của Ryan.

## Danh sách bài hát
Tất cả những bài hát do Enya sáng tác, trong khi phần lời được chắp bút bởi Roma Ryan ngoại trừ những bản nhạc truyền thống "Adeste, Fideles" và "We Wish You a Merry Christmas". Tất cả những bài hát do Nicky Ryan sản xuất.
| Amarantine – Phiên bản tiêu chuẩn | Amarantine – Phiên bản tiêu chuẩn | Amarantine – Phiên bản tiêu chuẩn |
| STT                               | Nhan đề                           | Thời lượng                        |
| --------------------------------- | --------------------------------- | --------------------------------- |
| 1.                                | "Less Than a Pearl"               | 3:44                              |
| 2.                                | "Amarantine"                      | 3:10                              |
| 3.                                | "It's in the Rain"                | 4:07                              |
| 4.                                | "If I Could Be Where You Are"     | 4:01                              |
| 5.                                | "The River Sings"                 | 2:50                              |
| 6.                                | "Long Long Journey"               | 3:16                              |
| 7.                                | "Sumiregusa (Wild Violet)"        | 4:42                              |
| 8.                                | "Someone Said Goodbye"            | 4:00                              |
| 9.                                | "A Moment Lost"                   | 3:09                              |
| 10.                               | "Drifting"                        | 4:11                              |
| 11.                               | "Amid the Falling Snow"           | 3:38                              |
| 12.                               | "Water Shows the Hidden Heart"    | 4:41                              |
| Tổng thời lượng:                  | Tổng thời lượng:                  | 45:34                             |

| Amarantine – Phiên bản Giáng sinh đặc biệt (đĩa kèm theo) | Amarantine – Phiên bản Giáng sinh đặc biệt (đĩa kèm theo) | Amarantine – Phiên bản Giáng sinh đặc biệt (đĩa kèm theo) |
| STT                                                       | Nhan đề                                                   | Thời lượng                                                |
| --------------------------------------------------------- | --------------------------------------------------------- | --------------------------------------------------------- |
| 1.                                                        | "Adeste, Fideles"                                         | 3:58                                                      |
| 2.                                                        | "The Magic of the Night"                                  | 3:34                                                      |
| 3.                                                        | "We Wish You a Merry Christmas"                           | 3:39                                                      |
| 4.                                                        | "Christmas Secrets"                                       | 3:47                                                      |
| Tổng thời lượng:                                          | Tổng thời lượng:                                          | 60:32                                                     |

## Xếp hạng
| Bảng xếp hạng (2005–06)                  | Vị trí cao nhất |
| ---------------------------------------- | --------------- |
| Album Úc (ARIA)                          | 13              |
| Album Áo (Ö3 Austria)                    | 4               |
| Album Bỉ (Ultratop Vlaanderen)           | 1               |
| Album Bỉ (Ultratop Wallonie)             | 2               |
| Album Canada (Billboard)                 | 4               |
| Album Đan Mạch (Hitlisten)               | 7               |
| Album Hà Lan (Album Top 100)             | 5               |
| Album Châu Âu (Billboard)                | 3               |
| Album Phần Lan (Suomen virallinen lista) | 22              |
| Album Pháp (SNEP)                        | 5               |
| Album Đức (Offizielle Top 100)           | 3               |
| Album Hy Lạp (IFPI Greece)               | 12              |
| Album Hungaria (MAHASZ)                  | 7               |
| Album Ireland (IRMA)                     | 15              |
| Album Ý (FIMI)                           | 8               |
| Album Nhật Bản (Oricon)                  | 2               |
| Album Mexico (Top 100 Mexico)            | 15              |
| Album New Zealand (RMNZ)                 | 10              |
| Album Na Uy (VG-lista)                   | 13              |
| Album Bồ Đào Nha (AFP)                   | 5               |
| Album Tây Ban Nha (PROMUSICAE)           | 9               |
| Album Thụy Điển (Sverigetopplistan)      | 4               |
| Album Thụy Sĩ (Schweizer Hitparade)      | 3               |
| Album Đài Loan (Five Music)              | 2               |
| Album Anh Quốc (OCC)                     | 8               |
| Album Hoa Kỳ Billboard 200               | 6               |
| Hoa Kỳ New Age Albums (Billboard)        | 1               |

| Bảng xếp hạng (2005)  | Vị trí cao nhất |
| --------------------- | --------------- |
| Album Hàn Quốc (RIAK) | 4               |

| Bảng xếp hạng (2005)                | Vị trí |
| ----------------------------------- | ------ |
| Album Úc (ARIA)                     | 91     |
| Album Áo (Ö3 Austria)               | 59     |
| Album Bỉ (Ultratop Flanders)        | 26     |
| Album Bỉ (Ultratop Wallonia)        | 19     |
| Album Đan Mạch (Hitlisten)          | 35     |
| Album Hà Lan (Album Top 100)        | 35     |
| Album Pháp (SNEP)                   | 47     |
| Album Hungaria (MAHASZ)             | 38     |
| Album Ý (FIMI)                      | 37     |
| Album Tây Ban Nha (PROMUSICAE)      | 49     |
| Album Thụy Điển (Sverigetopplistan) | 31     |
| Album Anh Quốc (OCC)                | 69     |
| Album Toàn cầu (IFPI)               | 15     |
| Bảng xếp hạng (2006)                | Vị trí |
| Album Úc (ARIA)                     | 84     |
| Album Áo (Ö3 Austria)               | 28     |
| Album Bỉ (Ultratop Flanders)        | 61     |
| Album Bỉ (Ultratop Wallonia)        | 31     |
| Album Hà Lan (Album Top 100)        | 20     |
| Album Châu Âu (Billboard)           | 17     |
| Album Pháp (SNEP)                   | 74     |
| Album Đức (Offizielle Top 100)      | 21     |
| Album Hungaria (MAHASZ)             | 90     |
| Album Ý (FIMI)                      | 68     |
| Album Nhật Bản (Oricon)             | 34     |
| Album Mexico (Top 100 Mexico)       | 99     |
| Album Thụy Sĩ (Schweizer Hitparade) | 10     |
| Hoa Kỳ Billboard 200                | 35     |
| Hoa Kỳ New Age Albums (Billboard)   | 1      |
| Bảng xếp hạng (2007)                | Vị trí |
| Hoa Kỳ New Age Albums (Billboard)   | 2      |

| Bảng xếp hạng (2000–2009)         | Vị trí |
| --------------------------------- | ------ |
| Album Hà Lan (MegaCharts)         | 96     |
| Hoa Kỳ New Age Albums (Billboard) | 3      |

## Chứng nhận
| Quốc gia                                                                           | Chứng nhận  | Số đơn vị/doanh số chứng nhận |
| ---------------------------------------------------------------------------------- | ----------- | ----------------------------- |
| Argentina (CAPIF)                                                                  | Vàng        | 20.000^                       |
| Úc (ARIA)                                                                          | Bạch kim    | 70.000^                       |
| Bỉ (BEA)                                                                           | Bạch kim    | 50.000*                       |
| Brasil (Pro-Música Brasil)                                                         | Vàng        | 50.000*                       |
| Đan Mạch (IFPI Đan Mạch)                                                           | Vàng        | 20.000^                       |
| Pháp (SNEP)                                                                        | Bạch kim    | 300.000*                      |
| Đức (BVMI)                                                                         | 2× Bạch kim | 600.000^                      |
| Hungary (Mahasz)                                                                   | Vàng        | 5.000^                        |
| Ireland (IRMA)                                                                     | Bạch kim    | 15.000^                       |
| Ý (FIMI) doanh số năm 2006                                                         | —           | 120,000                       |
| Nhật Bản (RIAJ)                                                                    | 2× Bạch kim | 500.000^                      |
| México (AMPROFON)                                                                  | Vàng        | 50.000^                       |
| Hà Lan (NVPI)                                                                      | Vàng        | 40.000^                       |
| New Zealand (RMNZ)                                                                 | Bạch kim    | 15.000^                       |
| Ba Lan (ZPAV)                                                                      | Vàng        | 14,000                        |
| Bồ Đào Nha (AFP)                                                                   | Bạch kim    | 20.000^                       |
| Hàn Quốc (KMCA)                                                                    | —           | 6,810                         |
| Tây Ban Nha (PROMUSICAE)                                                           | Vàng        | 40.000^                       |
| Thụy Điển (GLF)                                                                    | Vàng        | 30.000^                       |
| Thụy Sĩ (IFPI)                                                                     | 2× Bạch kim | 80.000^                       |
| Anh Quốc (BPI)                                                                     | Bạch kim    | 300.000^                      |
| Hoa Kỳ (RIAA)                                                                      | Bạch kim    | 1.000.000^                    |
| Tổng hợp                                                                           |             |                               |
| Châu Âu (IFPI)                                                                     | Bạch kim    | 1.000.000*                    |
| * Chứng nhận dựa theo doanh số tiêu thụ. ^ Chứng nhận dựa theo doanh số nhập hàng. |             |                               |

## Lịch sử phát hành
| Khu vực | Ngày              | Phiên bản           | Định dạng      | Hãng đĩa     | Ct.    |
| ------- | ----------------- | ------------------- | -------------- | ------------ | ------ |
| Nhiều   | 21 tháng 11, 2005 | Tiêu chuẩn          | CD tải nhạc số | Warner Bros. | [ 84 ] |
| Hoa Kỳ  | 22 tháng 11, 2005 | Tiêu chuẩn          | CD tải nhạc số | Reprise      | [ 85 ] |
| Nhiều   | 21 tháng 11, 2006 | Giáng sinh Đặc biệt | CD tải nhạc số | Warner Bros. | [ 86 ] |
| Hoa Kỳ  | 14 tháng 7, 2017  | Tiêu chuẩn          | LP             | Reprise      | [ 87 ] |
| Châu Âu | 12 tháng 10, 2018 | Tiêu chuẩn          | LP             | Warner Bros. | [ 88 ] |